# إدواردو لايت
إدواردو لايت (بالبرتغالية: Eduardo Leite) هو محامي وسياسي برازيلي، ولد في 10 مارس 1985 في بيلوتاس في البرازيل. حزبياً، نشط في الحزب الديمقراطي الاجتماعي البرازيلي.